# Criminofobia
La criminofobia è una condizione psicologica dove prevale il timore di rimanere vittima di un reato, indipendentemente dall'effettiva probabilità ad esserlo realmente.

## Analisi
Tale fobia, analogamente con altre sindromi simili, è caratteristica della cultura occidentale fin dalle sue origini. La criminofobia nell'opinione pubblica assume diverse sfumature, dando luogo a teorie e a diversi atteggiamenti sul rischio di vittimizzazione. Inoltre vi è la tendenza a percepire e a distinguere certe situazioni come più pericolose, ampliando il significato socio-culturale del crimine nella vita quotidiana della gente. Le percezioni, le teorie e i comportamenti posseggono il potere di condizionare, e all'estremo rovinare, singole o gruppi di persone, per esempio, nel caso si creda una qualsiasi area urbana come “zona proibita”, da evitare a tutti i costi, percezione che mina dalle fondamenta la coesione sociale, la fiducia e le relazioni del vicinato.
La risposta emozionale alla criminofobia, fino a certi livelli può essere salutare. Gli psicologi hanno evidenziato di come la tensione psichica è un grado di stimolare l'attività di risoluzione dei problemi, incentivare la cura di sé e prendere dovute precauzioni, il che permette di distinguere tra un comportamento ansioso di livello medio-basso che induce alla prudenza e la preoccupazione contro-producente che non favorisce il benessere. I fattori che influenzano la criminofobia sono:
- Psicologia del rischio[11][12]
- Rappresentazioni della vittimizzazione (tramite i mass media)
- Opinione pubblica sulle relazioni di vicinato e parentela[13][14]
- Altri fattori dove la criminofobia nasconde un'ansia verso il mantenimento della pace sociale[15][16]

Vi sono poi altri condizionamenti di ordine culturale: secondo alcuni studiosi, l'epoca moderna ha indotto le persone a diventare particolarmente sensibili sulle questioni di sicurezza ed insicurezza.

## Aspetti emotivi della criminofobia
Aspetto cruciale della criminofobia è l'ampiezza delle emozioni causate nei cittadini nel grado di vittimizzazione. Mentre la gente può sentirsi tesa e allarmata sul numero di reati o sulle prospettive di un particolare reato, le ricerche solitamente chiedono: "di cosa hai paura?" o "quanto sei preoccupata di...?". Le risposte vertono su due dimensioni della paura:
1. Tutti i momenti di tensione che si avvertono quando una persona si sente in pericolo;
2. Un generale senso di ansietà sul pericolo.

Mentre le cifre standard della criminofobia variano tra il 30% ed il 50% in Inghilterra e in Galles, i sondaggi indicano che alcune persone attualmente non si sentono mai al sicuro. Per tali motivi si tende a distinguere tra paura, intesa come emozione, e tra ansia, intesa come sensazione. Si deve notare, comunque, che alcune persone possono essere più propense ad ammettere le proprie preoccupazioni e le proprie debolezze rispetto agli altri.

## Aspetti cognitivi della criminofobia
Gli aspetti cognitivi dipendono dalle differenti percezioni della vittimizzazione personale, includendo il comportamento dell'opinione pubblica su una data questione criminale, per esempio, se un reato è aumentato, diminuito o si stabilizza nel tempo. Dal 1972 al 2001, il Gallup Poll indicava che secondo gli americani il numero di reati era diminuito. Di converso, l'aspetto cognitivo della criminofobia include la percezione che una persona ha sulla possibilità di diventare una vittima, senso pubblico del controllo sull'eventualità, e stima pubblica sulle conseguenze del crimine. Le persone che si sentono particolarmente vulnerabili alla vittimizzazione sono più orientate a vedersi come possibili obiettivi dei criminali in quanto incapaci di controllare la possibilità di diventare, proprio possibili obbiettvi. Inoltre, questi tre modalità differenti di percezione del rischio possono interagire fra loro: l'impatto della percezione sulla risposta emotiva è decisamente più forte in quelle persone che enfatizzano le conseguenze e minimizzano l'auto-efficacia.

## Aspetti adattivi della criminofobia
Un terzo modello per valutare la criminofobia è di domandare alla gente se per caso sono soliti ad evitare una zona urbana in particolare, proteggerne altre o prendere precauzioni di sorta. Tale modello può diventare relativamente utile, perché le domande si riferiscono al comportamento attuale e a fatti obiettivi, quali l'ammontare di risorse investite negli impianti di allarme domestici o negli infissi blindati. Alcuni livelli di paura, come già detto, possono favorire il livello di sicurezza sociale, creando delle difese naturali contro il crimine. In altre parole, quando il rischio è reale, un livello specifico di paura può essere funzionale: preoccuparsi del crimine può indurre a prendere delle precauzioni che aumentano la percezione di sicurezza e diminuiscono il rischio di commettere un reato.

## I condizionamenti dell'opinione pubblica
Forse la più grande influenza delle criminofobia è ciò che pensa la gente sulla sicurezza urbana, sulla coesione sociale o sull'efficacia delle politiche pubbliche. La percezione del rischio di commettere un reato sta iniziando a condizionare il modo di vedere i problemi della stabilità sociale, di consenso morale e dei processi informali sociali che fanno da sfondo all'ordine sociale di un quartiere. Tali questioni quotidiane producono informazioni distorte e generano un senso di insicurezza e sfiducia nelle istituzioni.
Molte persone, inoltre, esprimono le proprie paure su questioni quali la decadenza morale, il conflitto tra generazioni, l'aumento delle ingiustizie e del divario sociale, ed il capitale sociale. La gente può giungere a diverse conclusioni sui medesimi ambienti sociali o geografici: due persone che vivono alla porta accanto e condividono il medesimo vicinato possono vedere in maniera diversa il medesimo problema. Perché, dunque, la gente mostra livelli differenti di tolleranza e sensibilità su questioni così cruciali? I criminologi suggeriscono che l'ansia sociale può mutare sensibilmente i livelli di tolleranza in un dato ambiente. Le persone che posseggono più punti di vista sulla legge e sull'ordine, possono essere più orientate a percepire il disordine nel proprio habitat e possono anche essere più inclini a collegare le caratteristiche geografiche con i problemi di coesione e di consenso sociale.

### Moltiplicatore criminale
Ascoltare oltre gli eventi e conoscere persone che sono state vittimizzate: questi sono concetti per incrementare le percezioni sulla criminofobia. Ciò è stato descritto come un “moltiplicatore del crimine”, ovvero un processo che agisce nell'ambiente sociale che può amplificare l'impatto della criminalità. Ascoltare la narrazione di un amico o di qualcuno del vicinato, dunque, permette di incrementare il livello di allarme sociale in grado di giocare un ruolo cruciale sulla vittimizzazione, piuttosto che sull'esperienza diretta. Si noti, comunque, che molti cittadini conoscono il crimine solo per via indiretta, magari filtrata dai racconti metropolitani, ma che non ne permette di delineare un quadro nitido, e soprattutto realistico del crimine.

### Similitudine impulsiva
L'opinione pubblica esprime la propria percezione sull'incidenza dei reati, principalmente sulla base delle informazioni fornite dai mass media, a volte anche manipolatorie. A livello individuale, invece, si è condizionati dalle relazioni interpersonali, a loro volta formate da prototipi sociali o dalle mode di cui la pubblicità ne è l'espressione o, comunque, un canale notevole di diffusione. Da una parte c'è una certa dose di suggestione, d'altra si è di fronte ad una mutazione relazionale nella quale la comunicazione "face to face" è solo un lontano ricordo. La nozione di “similitudine impulsiva” può chiarire meglio il concetto: se una persona legge un fatto di cronaca su un quotidiano e si identifica con la vittima o si ricorda di un fatto simile accaduto a lui o a qualcuno che conosceva, quell'immagine di pericolo è assunta, personalizzata e tradotta immediatamente nelle proprie considerazioni sulla sicurezza. In una ricerca si è visto che i soggetti che ricevono notizie sugli incidenti stradali e che condividono la medesima identità sociale con le vittime, hanno allo stesso tempo stime elevate sul pericolo rispetto a quelli che non avevano basi per poter effettuare alcuna similitudine.

## Criminofobia e mass media
La relazione tra criminofobia e mass media non è del tutto chiara. In altre parole il dilemma è capire se le persone hanno paura perché la televisione trasmette sempre più servizi di cronaca nera oppure perché i fatti di cronaca assumono dei contorni tali, quasi da fotoromanzo, da stimolare le persone a seguire ogni singolo caso? La complessa natura del crimine potrebbe permettere a pochi gruppi d'interesse, che a volte trovano i mass media disponiibli, di sfruttare l'ingenuità delle persone, mascherando non solo alcune vicende, ma anche fuorviando l'intero mondo criminale e contribuire, quindi, a creare uno strato ulteriore di paura, basata sulla suggestione, perché l'attuale tasso di vittimizzazione è una piccola parte di ciò che potrebbe accadere in futuro.
Con una percentuale del 25% di notizie di cronaca nera riportate dai quotidiani, la qualità dell'informazione è diventata una questione importante al giorno d'oggi. I mass media diffondono informazioni in maniera sproporzionata rispetto a quanto succede per i reati più comuni, causando un'errata percezione su fatti e personaggi coinvolti in un reato e dove il "virus" del capro espiatorio e del giustizialismo attecchiscono più facilmente.
Sfortunatamente, solo pochi studi sono stati compiuti sulla rappresentazione sociale del crimine, trasmessi e trasformati da molteplici fattori dotati di un'ampia gamma di effetti speciali, pronti per confluire in forme più o meno evolute di criminofobia. Forse il futuro riserberà un'attenzione maggiore sui meccanismi di trasmissione di tali rappresentazioni, credenze ed attitudini sul pericolo percepito rispetto a contesti sociali diversi.

## La costruzione sociale del pericolo
La criminofobia può anche essere compresa sotto il punto di vista costruttivista. Questo termine ed il concetto di paura, non erano di pubblico dominio, almeno fino alla metà degli anni sessanta. Ciò non significa che tale paura non esistesse prima di questo termine, ma che erano presenti diversi livelli di paura. Ciò significa che la criminofobia diventa una parte delle politiche pubbliche quando ci sono dei criminologi disposti ad analizzarla e a misurarla. Una volta che è possibile rilevare ed avere a disposizione dati concreti, i governi possono predisporre programmi di difesa sociale, finalizzati a promuovere la sicurezza urbana, in modo che i cittadini possano sperimentare risposte emotive verso la minaccia di vittimizzazione.
Più la formazione di un feedback criminofobico permette alle persone di auto-controllarsi, più i politici sono in grado di strumentalizzare tale percezione per usarla come arma politica, cioè autoreferenziale, promettendo più sicurezza in cambio del voto, fino a raggiungere una specie di “ciclo diabolico” che fagocita il crimine per “vomitarlo” sotto forma di paura. In tal modo, la criminalità, in uno dei suoi effetti perversi, si incrocia con l'economia: induce le persone ad acquistare prodotti e servizi di sicurezza allocati nel libero mercato. Questo approccio per comprendere la criminofobia non c'entra nulla con le esperienze dirette di chi teme di diventare vittima di reati, ma suggerisce che alcune esperienze possono essere comprese solo se intimamente connesse al contesto sociopolitico.